# Arvanites

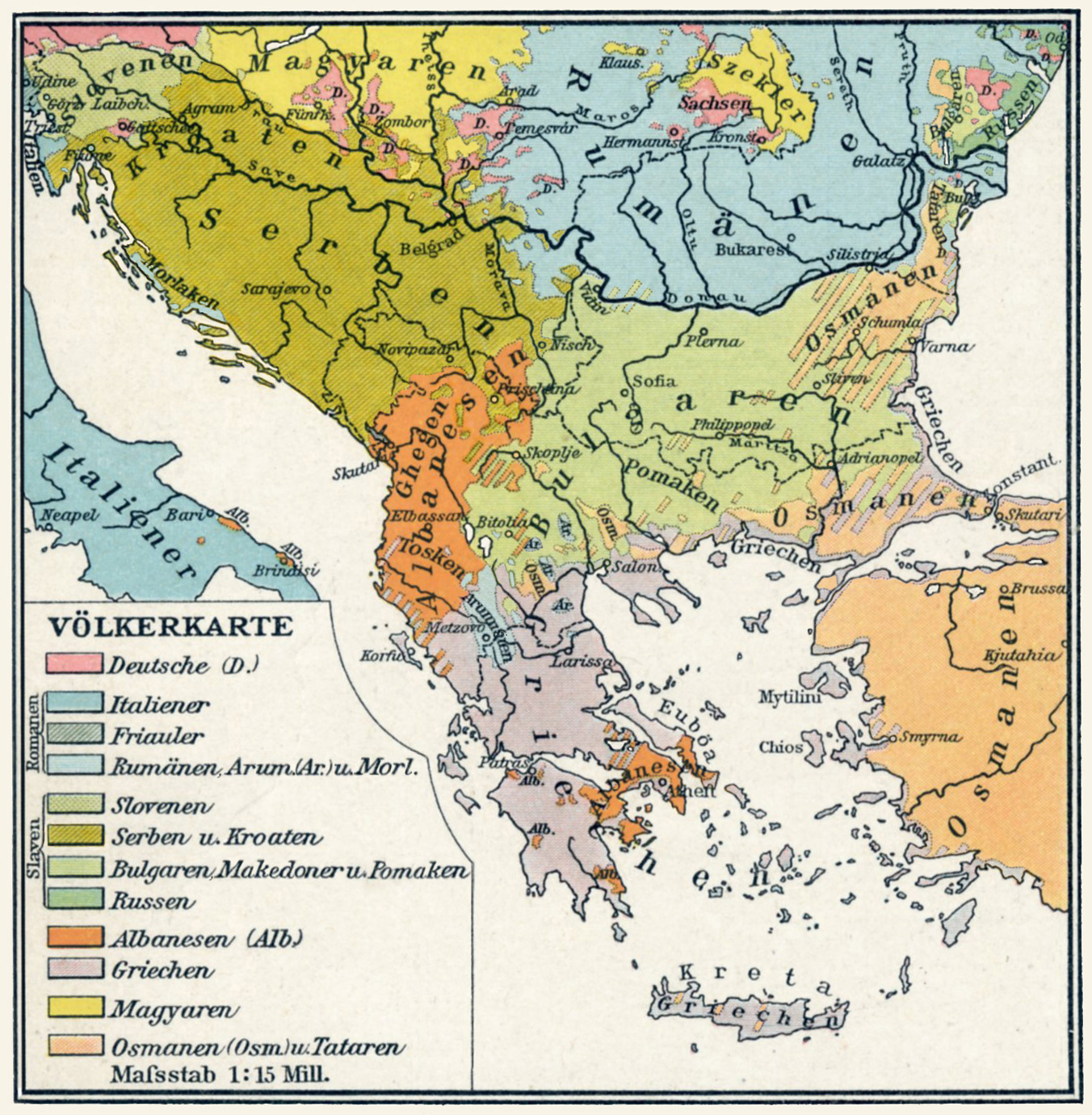
Carte allemande des langues dans les Balkans au début du XXe siècle, avec la répartition de l'albanais en Albanie même, au Kosovo et chez les Arvanites de Grèce.

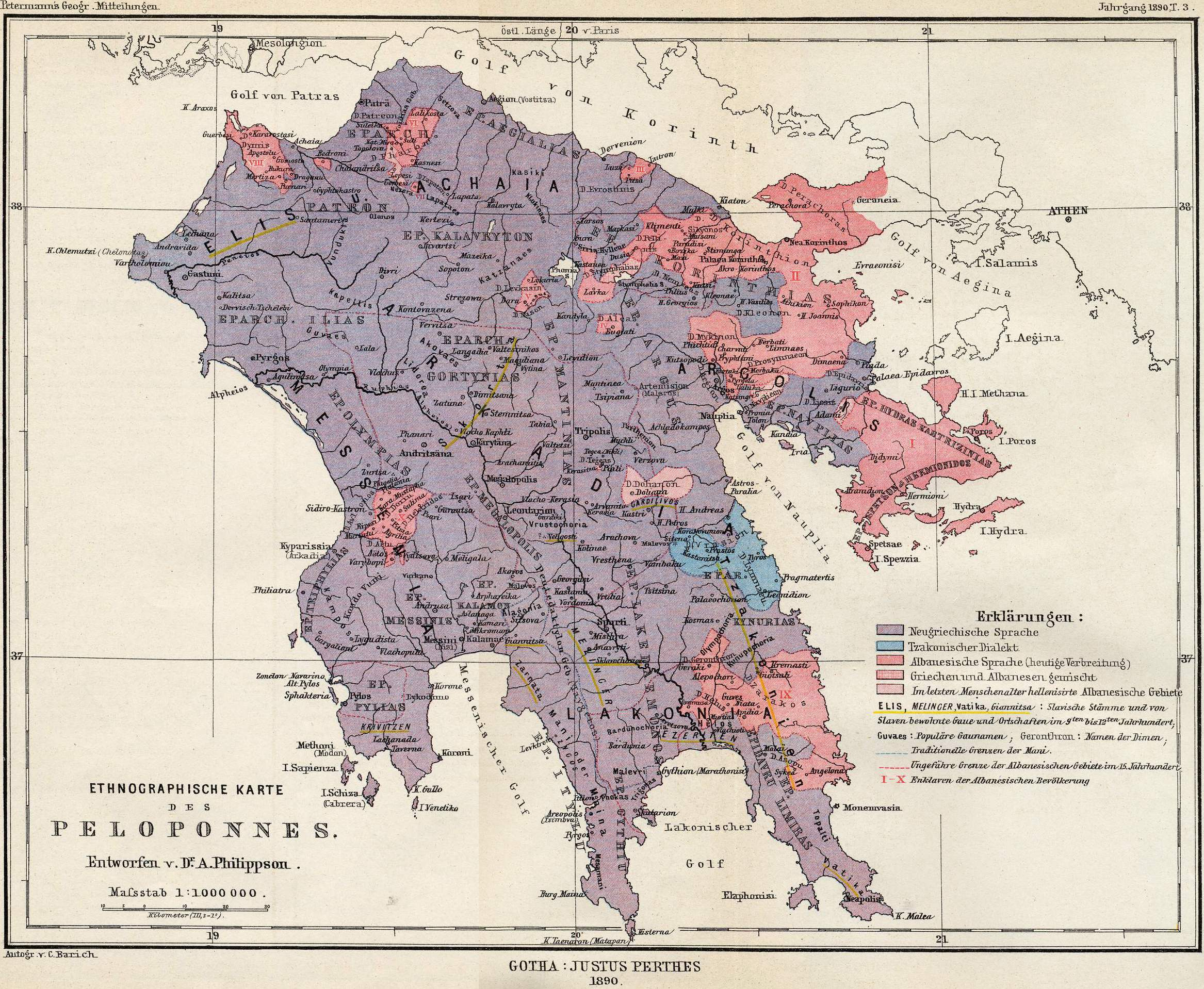
Carte du Péloponnèse de 1890. Les zones en rose correspondent aux régions majoritairement ou en partie albanophones à cette époque.

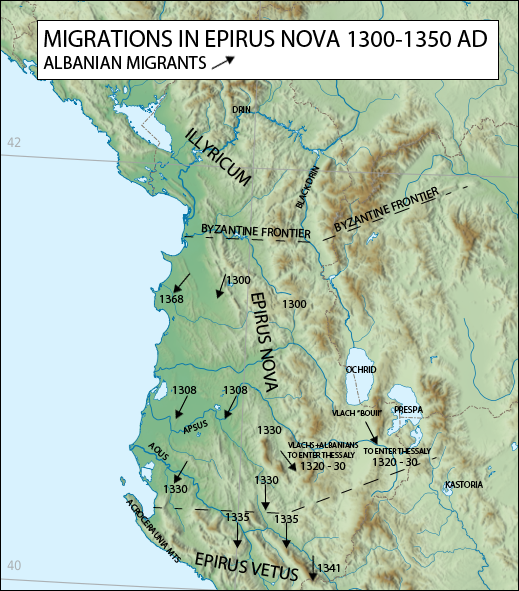
Les migrations des albanophones, 1300-1350.

Les Arvanites (grec moderne : Αρβανίτες, albanais : Arvanitika, roumain : Arnăuți) sont un groupe ethnique de Grèce, aujourd’hui hellénophone mais d'origine Arbëreshë et parlant le dialecte tosque de la famille de l’albanais. Parmi les albanophones installés depuis longtemps en Grèce, le nom d’Arvanites désigne spécifiquement les chrétiens orthodoxes, par opposition aux Tsámides (Τσάμηδες) musulmans.

## Origine et répartition
Originaires d’Épire (actuelle Albanie et Grèce du Nord-Ouest), les Arvanites ont progressivement migré pendant le Moyen Âge vers le sud-est, et ainsi peuplé notamment l'Attique, le nord de l'île d'Andros, le sud de l’Eubée et de la Béotie, la région de l’isthme de Corinthe, et des îles du golfe Saronique comme Hydra et Salamine. Dans ces régions, ils sont parfois majoritaires (est de l’Attique, nord d’Andros) au XIXe siècle.
Les autres zones de peuplement d’origine albanophone sont la Grèce du Nord-Ouest et la Thrace. Les mêmes vagues de migration auraient donné naissance en Italie à la communauté arberèche. On ne connaît pas avec exactitude la cause de ces migrations, mais il est possible que, s’agissant de populations restées chrétiennes, elles soient liées à la conversion à l’islam de la majorité des Albanais durant la période ottomane et aux difficultés de cohabitation qui en ont découlé en Albanie. La question de leur origine exacte, de leur appartenance nationale et ethnique, est bien sûr discutée, les nationalismes albanais et grec s’affrontant parfois sur la question : pour le premier, il s’agit d’Albanais hellénisés par l’Église orthodoxe ; pour le second, il s’agit de Grecs épirotes ayant adopté la langue albanaise dans sa forme tosque (méridionale) en raison d’une longue cohabitation avec les Albanais depuis l’arrivée de ces derniers en Épire à partir du VIe siècle, sous la poussée des Slaves. Les deux « écoles » ont des arguments valables.

## Histoire
Les invasions de tribus arvanites sur le territoire grec commencent, selon l’écrivain Theódoros Troupís, au XIVe siècle et s’arrêtent aux environs de 1600 ; leur foyer initial était la région d’Arbëria dans le despotat d'Épire dans la région centrale de l’Albanie actuelle, et la Thessalie, leur lieu d’installation primitif. 
Les Arvanites ont joué un grand rôle pendant la guerre d’indépendance (parmi les Souliotes et dans les îles d’armateurs comme Hydra et Spetsès), et se définissent comme « hellènes » et composante de l’« helleniki ethniki koinonia », la nation grecque moderne. Néanmoins, jusqu’à la fin du XIXe siècle, les voyageurs occidentaux les désignent souvent comme « Albanais ». Au début du XXe siècle, une partie des habitants de la ville d’Éleusis est de langue arvanite.

## Langue

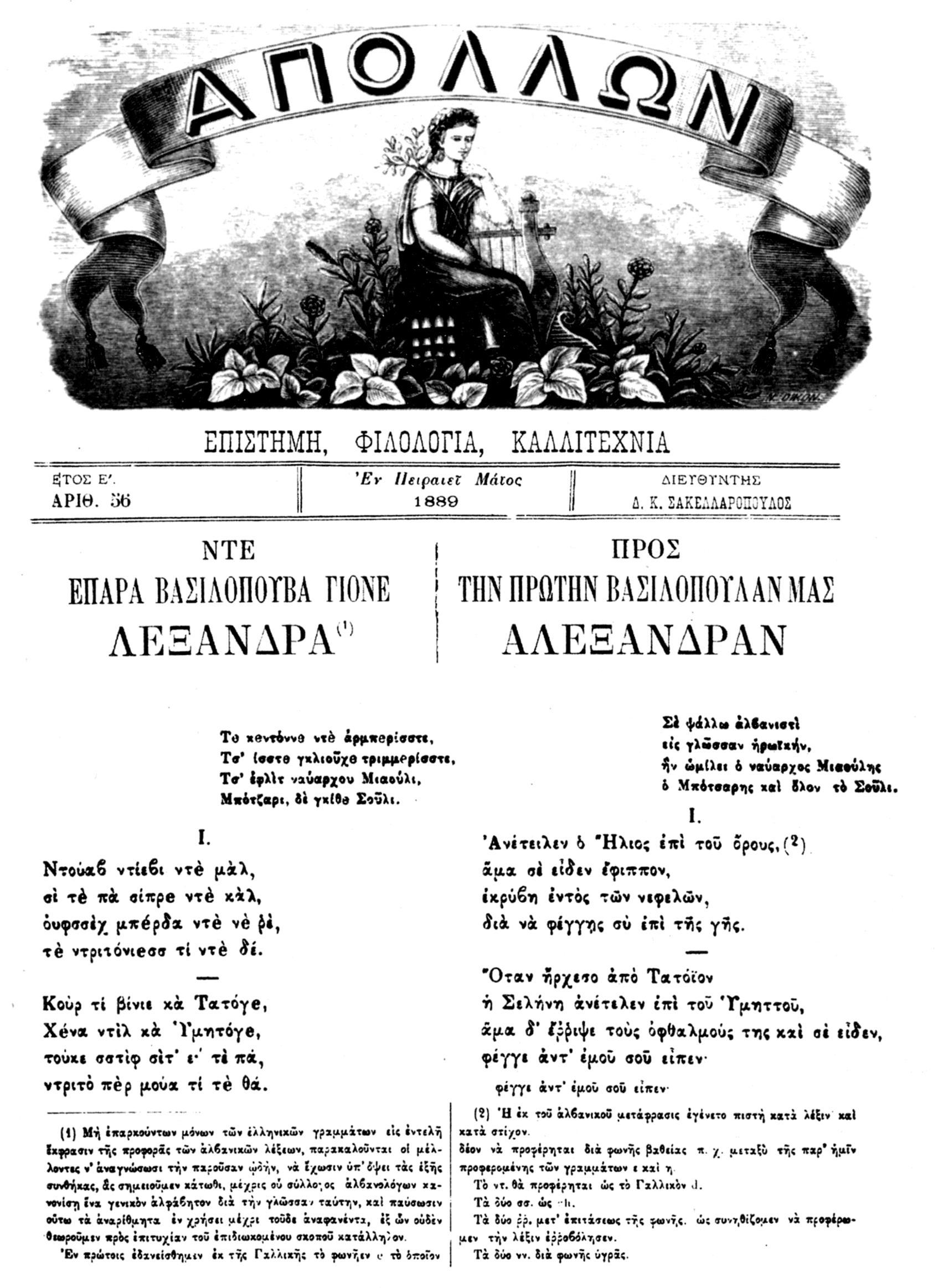
Poème en grec et en arvanite, à l'occasion du mariage de la princesse Alexandra, no 56 du magazine Apollon.

Actuellement, la langue (arvanitika ou arvanitique, code de langue IETF AAT, qui a toujours été écrite en alphabet grec) est de moins en moins parlée, comme les autres langues minoritaires de Grèce. Lorsqu’il a été écrit, le parler des Arvanites a, le plus souvent, utilisé les caractères grecs, comme dans le magazine Apollon par exemple.
La communauté albanaise, qui a récemment immigré depuis l’Albanie, est distincte tant des Arvanites (Αρβανίτες) que des Tsámides (Τσάμηδες, parfois connus sous leur nom anglais de « Chams »). Elle comprend :
- les Albanais proprement-dits (Αλβανοί musulmans, catholiques ou orthodoxes) ;
- les Grecs d’Albanie (Βόρεο-Ηπειρότες « Épirotes du Nord » ou « Boréo-Épirotes » orthodoxes).

## Métonymie

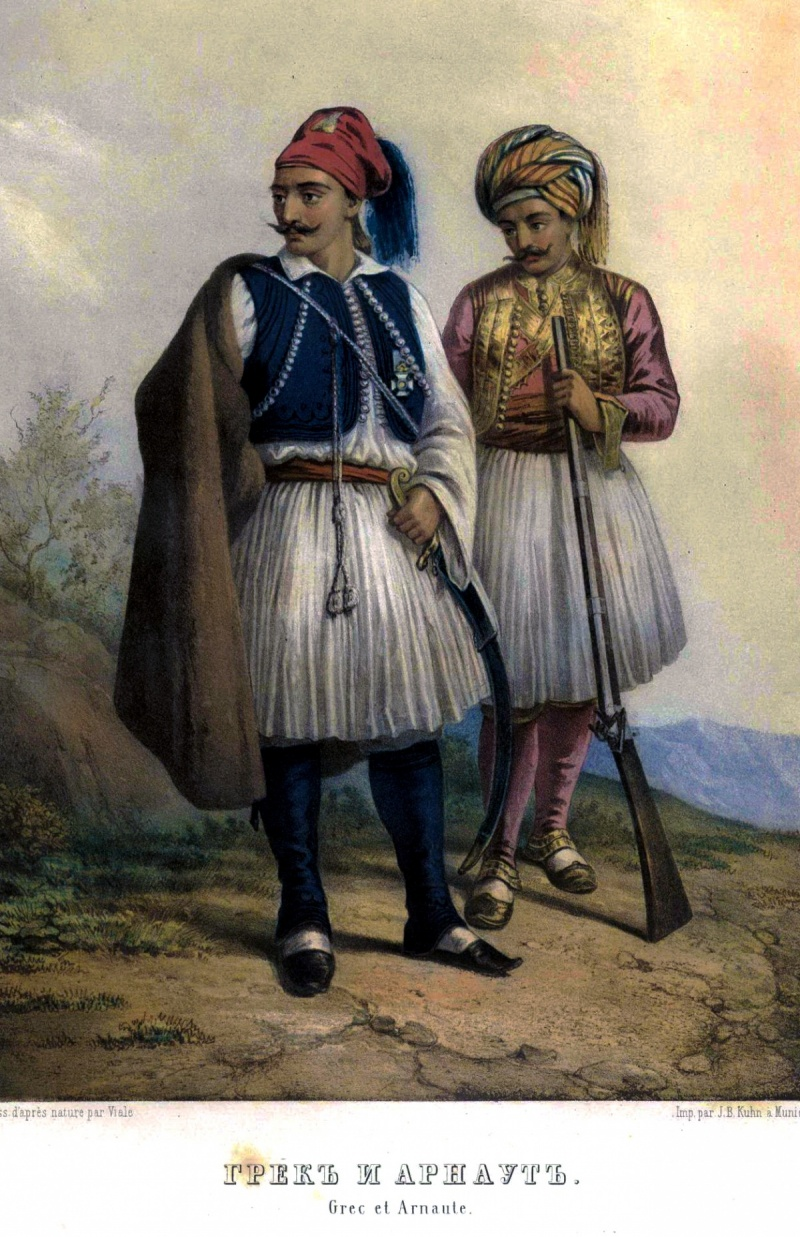
Un grec et un arnauteGustav-Theodor Pauli. « Description ethnographique des peuples de Russie », Saint-Pétersbourg., 1862

Par métonymie, on appelait Arnaoutes les mercenaires chrétiens d'origines ethniques diverses, mais souvent Arvanites, employés par l'Empire ottoman et par les principautés danubiennes tributaires de celui-ci.